# Pachalúm
Pachalúm è un comune del Guatemala facente parte del dipartimento di Quiché.